# Фишман, Борис Семёнович
Борис Семёнович Фишман (12 августа 1906, Умань, Российская империя — 19 февраля 1965, Москва, СССР) — советский скрипач, музыкальный педагог, победитель Первого Всесоюзного конкурса музыкантов-исполнителей среди скрипачей (1933, Москва).

## Биография
В 1929 году окончил Московскую консерваторию по классу скрипки у Л. М. Цейтлина. Учился также у П. С. Столярского.
Ещё будучи студентом, в 1927 году, молодой скрипач стал победителем конкурса Персимфанса на лучшее исполнение концерта для скрипки с оркестром П. И. Чайковского и «Концертной сюиты» С. И. Танеева, в 1933 году — завоевал первую премию на I Всесоюзном конкурсе музыкантов-исполнителей.
В 1932—1950 годах — солист Московской консерватории. Концертировал во многих городах СССР. 
В ноябре 1937 года на одном из концертов декады советской музыки в Москве был первым в СССР исполнителем одного из величайших произведений второго концерта для скрипки с оркестром С. С. Прокофьева.
В 1949—1954 годах преподавал в Киевской консерватории (с 1950 г. доцент). В числе его известных учеников В. А. Климов. 
В 1950 году на волне борьбы с «космополитизмом» скрипач был уволен из Московской филармонии, где с успехом служил 18 лет, а через четыре года и из Киевской консерватории, где преподавал с 1949 года.
После увольнения долго не мог устроиться. Последние годы работал в симфоническом оркестре Министерства кинематографии.
Жена — М. Б. Мульяш.
Умер в Москве 19 февраля 1965 года от инфаркта.